# 伊丹市

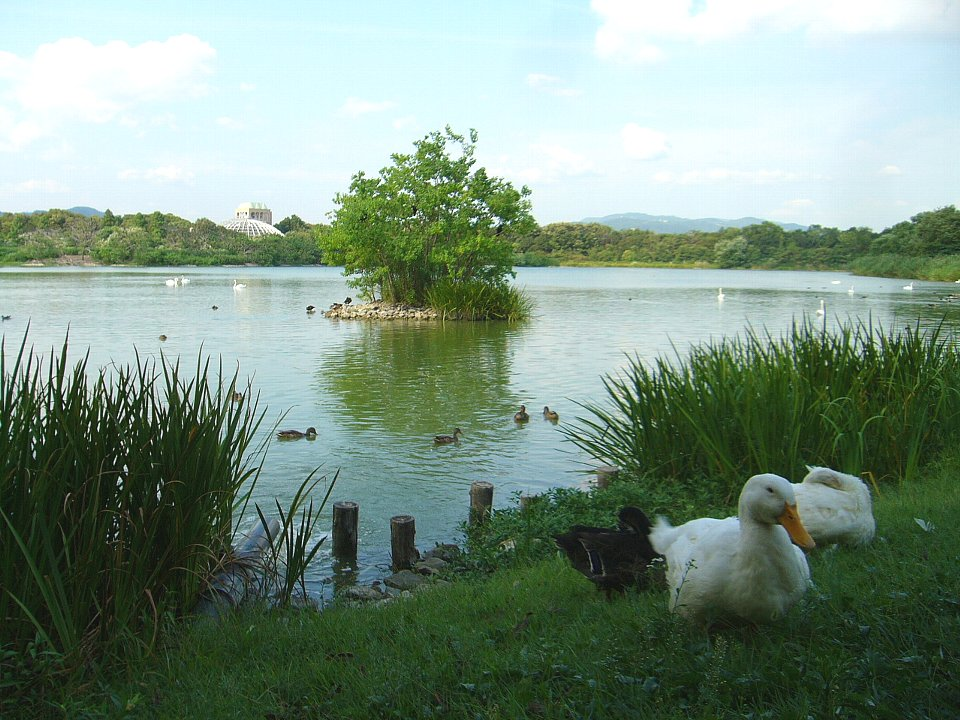
昆陽池の水鳥

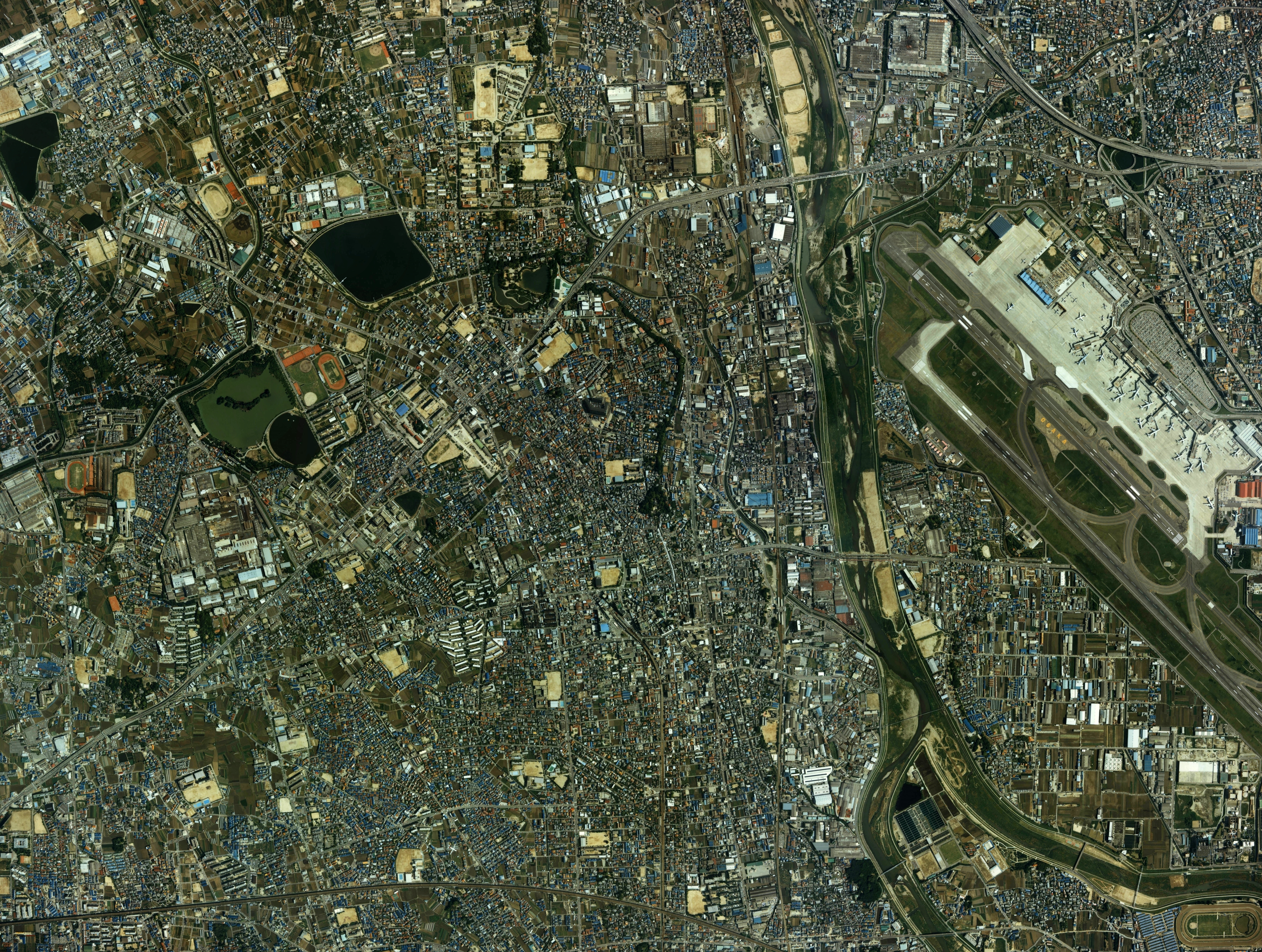
伊丹市中心部周辺の航空写真。猪名川を挟んだ市街地の東方に大阪国際空港がある。1985年撮影の10枚を合成作成。。

伊丹市（いたみし）は、兵庫県南東部の阪神間に位置する市。阪神北県民局管轄区域。兵庫県内で尼崎市に次いで人口密度2位を擁する大阪、神戸のベッドタウンである。計量特定市に指定されている。

## 概要
大阪国際空港（市名にちなんで「伊丹空港」の通称で呼ばれることが多い）の滑走路の大半を擁する20万人都市で、大阪・神戸の衛星都市・ベッドタウンの一つとされる。
「伊丹」の史料上の初出は嘉元元年（1303年）の多田神社文書（出雲国守等田地寄進状）であるが、「いたみ」の名はそれより古く治承4年（1180年）の『山槐記』に「伊多美」とある。その語源については諸説ある。その後、国人の伊丹氏が登場した。
気候は温暖で、冬には昆陽池や瑞ケ池などにハクチョウやカモを始めとした多数の渡り鳥が飛来する。
大阪国際空港（伊丹空港）の地元自治体の連合である大阪国際空港周辺都市対策協議会（10市協）に加盟しており、伊丹市長がその会長を務めている。かつては大阪国際空港を発着する航空機の騒音等に悩まされ、1973年（昭和48年）には大阪国際空港撤去都市宣言を掲げていたが、関西国際空港の開港後に国際線が同空港へ移り大型機が姿を消して以降は次第に空港を「市の重要都市資源」と位置づけるようになって行った。こうした情勢変化もあり、2007年（平成19年）には市議会で大阪国際空港と共生する都市宣言を採択するに至っている。
2001年（平成13年）に兵庫県が設置する阪神県民局（第1次）の管轄区域が南北に分割されて以降は阪神北県民局管内に属しているが、県では2022年（令和4年）度を目処に阪神北県民局（宝塚市）と阪神南県民センター（尼崎市）を再統合して阪神県民局（第2次）を発足させ、その本局を県伊丹庁舎（伊丹市役所に隣接）に設置する方針である。

## 地理
兵庫県の南東に位置し、東に猪名川、西に武庫川が流れている。市域は全体に平坦で起伏のなだらかな地形であり、「伊丹台地」と呼ばれる。JR伊丹駅付近から北隣する川西市のJR川西池田駅の南にかけて猪名川により形成された段丘崖が続いている。西日本旅客鉄道（JR西日本）福知山線（JR宝塚線）と阪急伊丹線が南北に縦断している。大阪市からは約10kmと近い。
市の中央部を天神川・天王寺川が北から南へ流れ、武庫川に流れ出ている。また、駄六川が瑞ヶ池から南流し、猪名川に流れ出ている。兵庫県の市では南隣の尼崎市に続き、人口密度が2番目に高い。

### 隣接している自治体
北は川西市、北・西は宝塚市、西宮市、南・西は尼崎市、東は大阪府池田市、豊中市に接する。
なお、西宮市との境界は武庫川上であり、橋梁はない。宝塚市との境界の一部も武庫川上であり、橋梁は武庫川新橋の1本のみである。
大阪モノレール大阪空港駅付近に、伊丹市の飛地（小阪田）が存在する。

## 歴史
サヌカイト（讃岐石）製のナイフ形石器が西摂地方で発見されている。
伊丹市緑ヶ丘1丁目付近で石鏃が4個、桜ヶ丘3丁目で1個見つかっている。この両地域で竪穴建物が数棟発見されている。川辺郡神津村の2カ所（大阪空港A・B遺跡）から縄文土器が出土している。「縄文のない縄文土器」が現れた時期である。
伊丹市松原で1960年代に弥生土器が地下10メートルほどから出土し、その腹部にノギのついた籾の圧痕が残っていた。この土器は畿内の弥生土器第V様式で後期に属し、今から凡そ1600年前のものである。
伊丹に関連の深い「猪名部」・「猪名県」などは『日本書紀』に表れる。古くは「摂津国」の「西摂」と呼ばれた地域。
市制施行以前
- 正平6年/観応2年2月26日（1351年3月24日）：室町幕府執事の高師直とその兄弟の高師泰らが上杉能憲らによって暗殺される。
- 戦国時代には、有岡城が置かれていた。
- 江戸時代の万治4年/寛文元年（1661年）には摂関家である近衛家の所領とされ、その保護の元に造酒業が栄えた。
- 天明6年（1786年） : 小西家が「日本三大私設道場」のひとつ「修武館」を開く。
- 明治3年（1870年）：近衛家の所領が兵庫県に編入される。
- 1908年（明治41年） : 剣術の形「修武館奥之形」が定められる。
  - 市章の合印紋は市制施行時に近衛公爵家から拝領したものである。
- 1912年（明治45年）3月 : 東野地区で育てられた東京の荒川堤の桜が、アメリカ合衆国のポトマック川に植樹される。
- 1936年1月20日伊丹公論創刊、1940年11月10日廃刊
- 1939年（昭和14年）1月17日 : 大阪第二飛行場（後の大阪国際空港）が供用開始された。

市制施行後
- 1940年（昭和15年）11月10日 : 川辺郡伊丹町と稲野村が合併し市制を施行する。
- 1943年（昭和18年）1月4日: 市章を制定する。[10][11][12]
- 1947年（昭和22年）3月1日 : 川辺郡神津村を編入する。
- 1950年（昭和25年）10月10日：伊丹市歌を制定。
- 1953年（昭和28年）公立高校入試において総合選抜を実施。
- 1955年（昭和30年）4月1日 : 宝塚市の一部（旧長尾村の一部：荻野・荒牧・鴻池・大野新田）を編入する。
- 1959年（昭和34年）7月3日 : 大阪第二飛行場→伊丹飛行場→伊丹エアベース→大阪空港と変遷してきた空港が、第1種空港大阪国際空港と改称し、国際線が本格就航を始めた。
- 1960年（昭和35年）総合選抜を廃止。
- 1960年（昭和35年）8月：台風18号の影響で、天王寺川が決壊。岩屋・口酒井・森本地区被害甚大。
- 1970年（昭和45年）11月10日：市民憲章「伊丹市民の誓い」を制定[13]。市の木にクスノキ、市の鳥にカモ、市民の花にツツジが選ばれる。
- 1970年（昭和45年）：市の人口が15万人を突破。
- 1971年（昭和46年) 総合選抜を再実施。
- 1973年（昭和48年）10月1日 : 空港公害などをうけ、大阪国際空港撤去都市宣言を採択した。
- 1980年（昭和55年）11月10日 : 市旗を制定する。[14]
- 1990年（平成2年）12月3日 : 大阪国際空港の存続及び今後の同空港の運用等に関する協定（通称存続協定）を運輸省との間で結び、1994年9月4日の関西国際空港開港後の大阪国際空港の存続方針を確定させた。
- 1994年（平成6年）9月4日 : 関西国際空港が開港し、大阪国際空港は国内線の基幹空港となった。
- 1995年（平成7年）1月17日 : 阪神・淡路大震災が発生し、市内では死者23名・重傷者226名・軽傷者2,490名の人的被害が出る。また、同日時点での全世帯数69,719世帯のうち、全壊2,434世帯棟、半壊14,371世帯の家屋被害が出る。このほか、高架構造の阪急伊丹駅と山陽新幹線（野間付近）が倒壊したほか、道路の通行止めは283個所に達した。
- 2006年（平成18年） : 景観条例制定。
- 2007年（平成19年）4月1日 : 空港の環境改善などをうけ、大阪国際空港と共生する都市宣言[3][4]を採択した。
- 2008年（平成20年） : 伊丹市の民生委員らが所属する同市民生委員児童委員連合会が、過去5年間に亘り約4,000万円におよぶ公費を支出し、研修名目で宴会を伴う温泉旅行を行っていたことが報道された[15]。また、これらの旅行には歴代の伊丹市長らが毎年、市費で宴会に参加していたことも判明している[16]。
- 2008年（平成20年）8月29日 : ゆかりある著名人を対象とした「伊丹大使」を任命する。
- 2009年（平成21年） : 作家の田辺聖子が名誉市民となる。
- 2009年（平成21年）総合選抜を廃止。
- 2013年（平成25年） : プロ野球投手（のち、アメリカメジャーリーグ投手)の田中将大に伊丹市民栄誉賞。
- 2022年（令和4年）：兵庫県の阪神県民局（第2次）本局を県伊丹庁舎に設置[5]。

## 行政
- 市長：中田慎也（2025年4月24日就任、1期目）

### 歴代市長
| 代   | 氏名       | 当選回数 | 就任年月   | 退任年月   | 備考 |
| ---- | ---------- | -------- | ---------- | ---------- | --- |
| 初代 | 深川重義   | –        | 1941年1月  | 1942年4月  | |
| 2    | 森田富太郎 | –        | 1942年5月  | 1944年7月  | |
| 3    | 藤井貫一   | –        | 1944年8月  | 1945年10月 | |
| 4    | 岡田利兵衞 | –        | 1945年12月 | 1946年11月 | |
| 5    | 瀬尾義男   | 1回      | 1947年4月  | 1950年2月  | 初の公選市長。 |
| 6    | 坂上喜穂   | 3回      | 1950年4月  | 1961年10月 | 1961年10月、公葬が執り行われる。 |
| 7    | 伏見正慶   | 4回      | 1961年12月 | 1977年3月  | 1977年3月、市葬が執り行われる。 |
| 8    | 矢埜與一   | 4回      | 1977年4月  | 1993年4月  | |
| 9    | 松下勉     | 3回      | 1993年4月  | 2005年4月  | 神戸大工卒ののち尼崎市職員となり、土木局長などを歴任。 |
| 10   | 藤原保幸   | 5回      | 2005年4月  | 2025年4月  | 東大卒ののち1977年に建設省へ入省し、住宅局木造住宅振興室長や住環境整備室長などを歴任。1994年から1997年まで県住宅建設課長を歴任したのち、2002年から2005年まで当市の助役を務めた。 |

### 市のシンボル
市章
市制施行時の市章は近衛家の家紋であった合印紋の円周を除いた旧伊丹町の町章を引き継いだものが使用されていたが、市が近衛家から許諾を得て円周を加えた現在のデザインに補正し、1943年（昭和18年）1月4日に制定された。
市旗
市旗は兵庫県および県内のいくつかの市と同様に、市章とは異なるデザインが採用されている。「伊」と「鳥」を合わせたもので、1980年（昭和55年）11月10日に制定された。
市歌
1950年（昭和25年）に市制10周年を記念して制定された。作詞・和仁敏之、補作・富田砕花、作曲・大澤壽人。
木・鳥・花
いずれも1970年（昭和45年）の市制30周年を記念して、市の木にクスノキ（兵庫県の県木および隣接する西宮市の市木と同じ）、市の鳥にカモ、市民の花にツツジが選定された。

### 男女共同参画
伊丹市男女共同参画施策市民オンブードという組織を設置している。

### 副首都構想
副首都構想とは、首都東京に大地震やテロなどが起こったことを備え、伊丹市と大阪府豊中市・池田市にまたがる大阪国際空港を廃止し、空港跡地に副首都をつくり、危機管理専門の省庁をおく構想である。この構想について2005年4月6日には危機管理都市推進議員連盟が結成され、これには、民主党の石井一（比例近畿ブロック選出）を筆頭に、自由民主党の青木幹雄元官房長官（島根県選挙区選出）や民主党の菅直人元代表（比例東京ブロック選出）らが名を連ねている。ただ、これらの動きを含む大阪国際空港の廃止は、現存する空港施設の撤去にかかる莫大な費用・時間、アクセスの不便な関西国際空港では代替空港として心もとないこと（もちろん、関西国際空港のアクセス改善に要する費用・時間も問題である）、万一大阪国際空港を閉鎖した場合の北大阪経済に与える打撃、新幹線（将来的にはリニア中央新幹線）に対抗できる航空交通手段確保の必要性、そして、航空利用者の利便性の確保などの観点から、現実的ではないとの意見もあり、実現に至らなかった。

## 議会

### 兵庫県議会
- 選挙区：伊丹市選挙区
- 定数：3人
- 任期：2023年4月30日 - 2027年4月29日
- 投票日：2023年4月9日
- 当日有権者数：164,219人
- 投票率：40.33％

| 候補者名   | 当落 | 年齢 | 党派名       | 新旧別 | 得票数   | 備考   |
| ---------- | ---- | ---- | ------------ | ------ | -------- | ------ |
| 中田慎也   | 当   | 41   | 自由民主党   | 現     | 18,345票 |        |
| 里見孝枝   | 当   | 54   | 公明党       | 新     | 15,352票 |        |
| 佐藤良憲   | 当   | 42   | 日本維新の会 | 新     | 14,484票 |        |
| 相崎佐和子 | 落   | 50   | 立憲民主党   | 元     | 12,977票 | 元市議 |
| 久村真知子 | 落   | 71   | 日本共産党   | 新     | 4,291票  |        |

### 衆議院
- 選挙区：兵庫6区（伊丹市、宝塚市、川西市（旧東谷村を除く））
- 任期：2021年10月31日 - 2025年10月30日
- 当日有権者数：465,210人
- 投票率：55.58％

| 当落 | 候補者名   | 年齢 | 所属党派     | 新旧別 | 得票数   | 重複 |
| ---- | ---------- | ---- | ------------ | ------ | -------- | ---- |
| 当   | 市村浩一郎 | 57   | 日本維新の会 | 元     | 89,571票 | ○    |
| 比当 | 大串正樹   | 55   | 自由民主党   | 前     | 87,502票 | ○    |
| 比当 | 桜井周     | 51   | 立憲民主党   | 前     | 77,347票 | ○    |

## 警察・消防
警察は、兵庫県伊丹警察署が置かれ市内全域を管轄する。消防は、伊丹市消防局が市内全域を管轄する。

## 自衛隊
市内には陸上自衛隊中部方面総監部および第3師団司令部があり、阪神・淡路大震災やJR福知山線脱線事故における災害復興や救助活動が特筆される。
- 伊丹駐屯地
- 千僧駐屯地

## 産業
市北部の東野地区は苗木職人が多いことで知られ、歴史的には土佐藩士の児島晴海の尽力があった（東野地区には顕彰碑がある）。隣接する宝塚市の山本地区と合わせて、全国三大植木産地のひとつとなっている。アメリカ合衆国のポトマック川の川沿いに植樹されているサクラは伊丹のサクラを台木、東京の荒川堤の五色桜を穂木にして成長させたものである。また、東野地区などではマイヤーレモンを「たみまるレモン」の名で生産・販売している。
江戸時代から酒造が盛んであった。近代になっても全国に先駆けて酒造り産業として清酒醸造法を確立している。現在も、小西酒造（白雪本社）、伊丹老松酒造がある。
1919年（大正8年）に日本初の国産リノリウム（床材）を製造販売する「東洋リノリューム株式会社（現在の東リ）」が創業した。臨空都市としての利点を生かしたハイテク産業の住友電工、三菱電機などの企業がある。
2002年10月10日、市東部にオープンしたダイヤモンドシティ・テラス（現・イオンモール伊丹）と、2011年3月25日、市西部にオープンしたイオン伊丹昆陽ショッピングセンター（現・イオンモール伊丹昆陽）は、その規模の大きさ、店舗の多様さ、営業時間の長さで、近隣の大規模店舗に様々な影響を与えている。

### 金融
- 指定金融機関:平成26年10月施行の「伊丹市指定金融機関の指定に関する条例」により、池田泉州銀行・三菱東京UFJ銀行（現・三菱UFJ銀行）・三井住友銀行（輪番順）3行による輪番制を敷いてきたが、平成30年10月に三菱UFJ銀行が離脱し代わってみなと銀行が加わった。さらに令和元年10月に池田泉州銀行も離脱し、現在は三井住友銀行、みなと銀行の2行による輪番制となっている。
- 上記の他、市内に支店のある金融機関
  - 都市銀行：りそな銀行
  - 地方銀行・第二地方銀行：京都銀行、徳島大正銀行、但馬銀行
  - 信用金庫・信用組合：尼崎信用金庫、北おおさか信用金庫、播州信用金庫、兵庫ひまわり信用組合
  - その他の金融機関：ゆうちょ銀行、イオン銀行、兵庫六甲農業協同組合

### 主な企業
本社がある企業
- 小西酒造
  - 本社内に「全日本なぎなた連盟」を置いている[20]。
- 松谷化学工業
- 東リ
- TOYO TIRE
- 伊丹産業
- 関西フードマーケット (下記、関西スーパーマーケットの他、阪急オアシス、イズミヤ等の持株会社)
  - 関西スーパーマーケット
- ハウスウェルネスフーズ
- 住友電工ハードメタル
- フジコー
- ニデックオーケーケー
- 西菱電機
- 丸進運輸

事業所・工場がある企業
- 食品
  - キユーピー
  - オイシス
  - 日本水産（日本クッカリー、日水物流など子会社群）
  - ユニ・チャームペットケア
  - スターゼン
  - コカ・コーラウエスト
- 電機・精密
  - 住友電工
  - 三菱電機（高周波光デバイス製作所（旧・北伊丹製作所）。なお、伊丹製作所は尼崎市に所在）
  - ルネサス エレクトロニクス
  - コニカミノルタ
  - 福島工業
  - 住友電設
- 機械・自動車
  - ダイハツ工業
  - トヨタ自動車（伊丹分室）
  - 日本パーカライジング
  - クボタ
- 素材・その他製造業
  - 日東紡績
  - サカタインクス
  - セッツカートン
  - 日本板硝子（技術研究所）
  - 上野製薬
  - 東亜道路工業（関西支社伊丹合材工場）
  - 宇部三菱セメント(関西宇部）
  - 日本全薬工業
  - 凸版印刷
  - 東邦薬品
- 運輸・倉庫
  - キユーソー流通システム
  - 日立物流
- 銀行（支店・出張所は除く）
  - ゆうちょ銀行大阪貯金事務センター

### 主な商業施設
- イオンモール伊丹

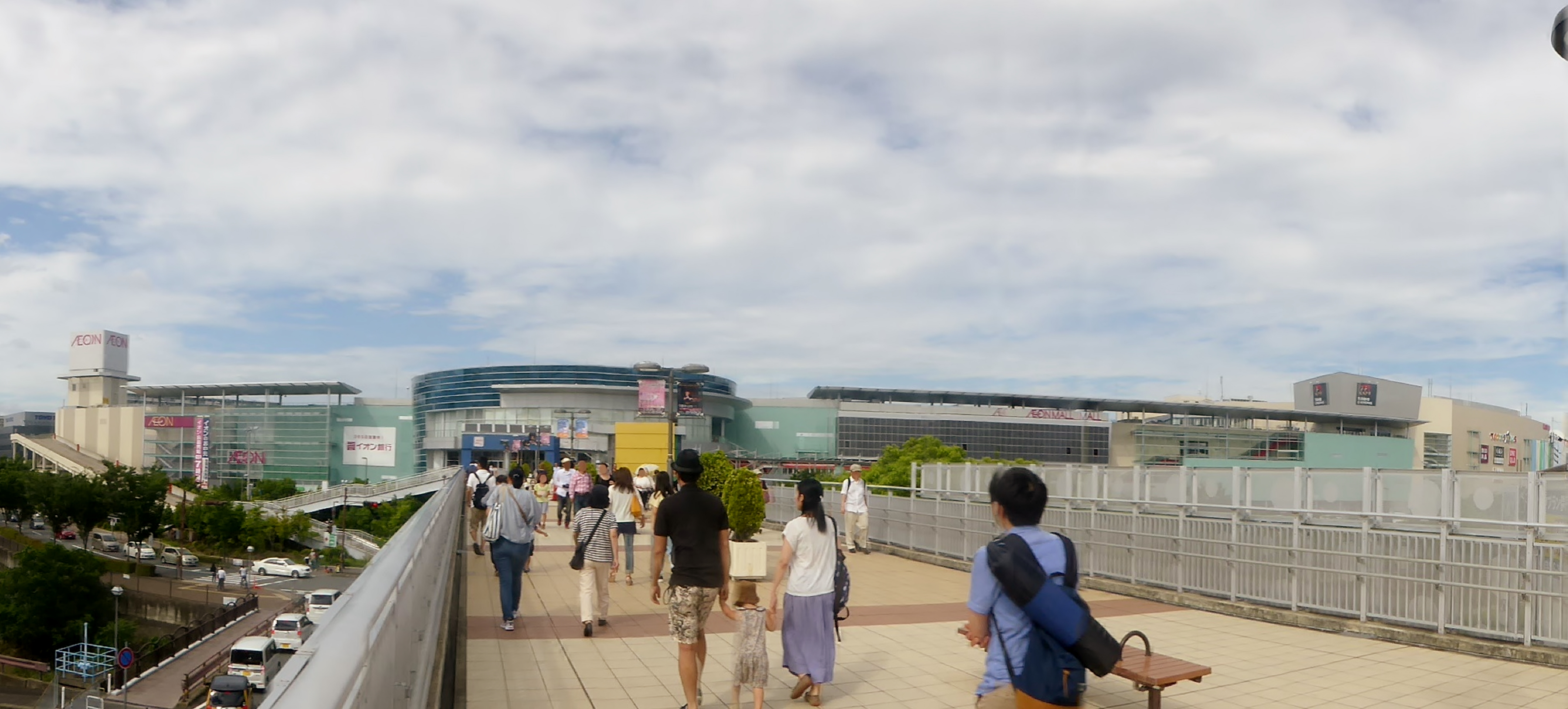
イオンモール伊丹

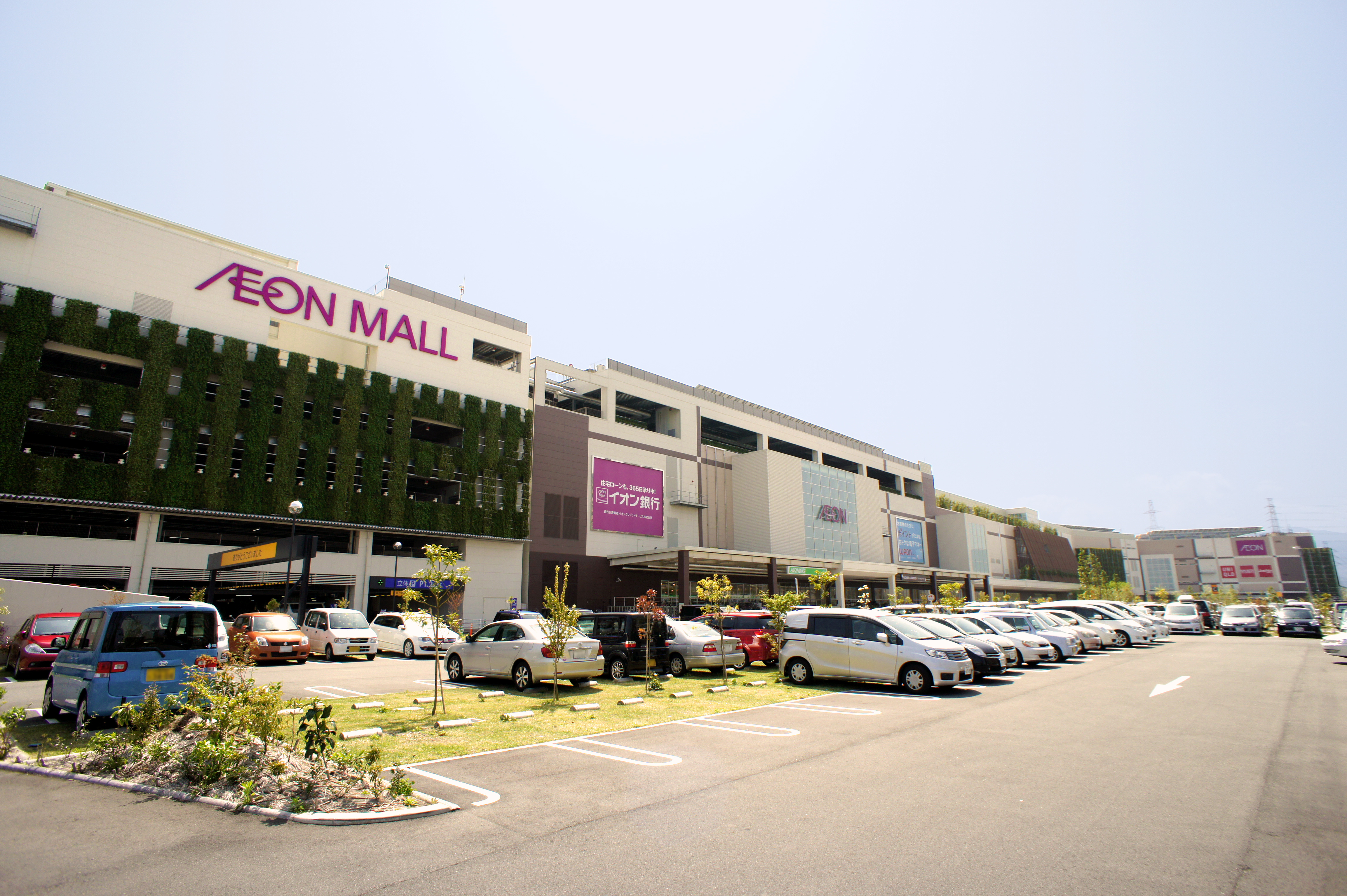
イオンモール伊丹昆陽

- イオンモール伊丹昆陽（2011年3月25日開業）
- アリオI・II - JR伊丹駅前に所在。名は有岡城跡に隣接することに由来している。イトーヨーカドー系列のアリオより以前に開業しており、イトーヨーカドーとは無関係。
- 阪急伊丹リータ・タミータウン - 阪急伊丹駅参照。
- 伊丹ショッピングデパート - 関西スーパーマーケットによる運営。旧マイカルサティ伊丹店。
- Viva伊丹商店街（正式名称は「伊丹中央サンロード商店街」）
- 阪急伊丹駅東商店街 - 阪急伊丹駅の東にある商店街。
- イズミヤ昆陽店
- オアシスタウン伊丹鴻池
- ミリオンタウン伊丹荒牧
- つかしん - 一部が伊丹市域にかかる。

なお伊丹市は兵庫県の阪神地区の市で唯一ダイエーやデパートの出店歴が一切無かった。

## 姉妹都市・提携都市

### 日本国内
姉妹都市
- 大村市（長崎県）
1980年(昭和55年)4月17日 姉妹都市提携[21]
- 飯南町（島根県）
1980年(昭和55年)4月23日 旧頓原町と姉妹都市提携[21]

提携都市
- 常滑市（愛知県）
1997年(平成9年)3月27日 災害時相互応援協定締結

### 海外
姉妹都市
- ベルギー王国フランデレン地域リンブルフ州ハッセルト市(HASSELT CITY)（昭和60年4月5日、姉妹都市提携）[22]

友好都市
- 中華人民共和国広東省仏山市(FOSHAN CITY)（昭和60年5月8日、友好都市提携）[23]

なお、ミクロネシア連邦が名誉総領事館を市内に設置していたことがある。

## 地域

### 人口
2010年（平成22年）国勢調査より前回調査からの人口増減をみると、2.03%増の196,160人であり、増減率は県下41市町中6位、49行政区域中10位である。
| |                                        |  |
| 伊丹市と全国の年齢別人口分布（2005年） | 伊丹市の年齢・男女別人口分布（2005年） |  |
| ■紫色 ― 伊丹市 ■緑色 ― 日本全国 | ■青色 ― 男性 ■赤色 ― 女性              |  |
| 伊丹市（に相当する地域）の人口の推移 \| 1970年（昭和45年） \| 153,763人 \| \| \| 1975年（昭和50年） \| 171,978人 \| \| \| 1980年（昭和55年） \| 178,228人 \| \| \| 1985年（昭和60年） \| 182,731人 \| \| \| 1990年（平成2年） \| 186,134人 \| \| \| 1995年（平成7年） \| 188,431人 \| \| \| 2000年（平成12年） \| 192,159人 \| \| \| 2005年（平成17年） \| 192,250人 \| \| \| 2010年（平成22年） \| 196,127人 \| \| \| 2015年（平成27年） \| 196,883人 \| \| \| 2020年（令和2年） \| 198,138人 \| \| |                                        |  |
| 総務省統計局 国勢調査より |                                        |  |
| 1970年（昭和45年） | 153,763人                              |  |
| 1975年（昭和50年） | 171,978人                              |  |
| 1980年（昭和55年） | 178,228人                              |  |
| 1985年（昭和60年） | 182,731人                              |  |
| 1990年（平成2年） | 186,134人                              |  |
| 1995年（平成7年） | 188,431人                              |  |
| 2000年（平成12年） | 192,159人                              |  |
| 2005年（平成17年） | 192,250人                              |  |
| 2010年（平成22年） | 196,127人                              |  |
| 2015年（平成27年） | 196,883人                              |  |
| 2020年（令和2年） | 198,138人                              |  |

### 教育
市内には私立の小学校・中学校は無く、全て公立（伊丹市立）である。このほか、各種学校（非一条校）として日本の幼稚園・小学校に相当する民族教育を行う伊丹朝鮮初級学校がある。
高等学校についても私立学校は存在せず、全て公立学校（伊丹市立または兵庫県立）である。高校入試は1953年（昭和28年）から1959年（昭和34年）および1971年（昭和46年）から2008年（平成20年）まで総合選抜を実施し、現在は複数志願選抜のシステムをとっている。

#### 小学校
- 伊丹市立伊丹小学校
- 伊丹市立稲野小学校
- 伊丹市立南小学校
- 伊丹市立神津小学校
- 伊丹市立緑丘小学校
- 伊丹市立桜台小学校
- 伊丹市立天神川小学校
- 伊丹市立笹原小学校
- 伊丹市立瑞穂小学校
- 伊丹市立有岡小学校
- 伊丹市立花里小学校
- 伊丹市立昆陽里小学校
- 伊丹市立摂陽小学校
- 伊丹市立鈴原小学校
- 伊丹市立荻野小学校
- 伊丹市立池尻小学校
- 伊丹市立鴻池小学校

#### 中学校
- 伊丹市立東中学校
- 伊丹市立西中学校
- 伊丹市立南中学校
- 伊丹市立北中学校
- 伊丹市立天王寺川中学校
- 伊丹市立松崎中学校
- 伊丹市立荒牧中学校
- 伊丹市立笹原中学校

#### 高等学校
- 伊丹市立伊丹高等学校
- 兵庫県立阪神昆陽高等学校 - 多部制単位制。
- 兵庫県立伊丹高等学校
- 兵庫県立伊丹北高等学校
- 兵庫県立伊丹西高等学校

#### 通信制課程
- 日本福祉高等教育学校
- 日本航空高等学校（通信制課程）阪神キャンパス

#### 障害者職業能力開発校
- 兵庫障害者職業能力開発校

#### 特別支援学校
- 伊丹市立伊丹特別支援学校
- 兵庫県立こやの里特別支援学校
- 兵庫県立阪神昆陽特別支援学校

#### 大学・短期大学
- 大阪芸術大学短期大学部 伊丹キャンパス

### ライフライン
- 淀川、猪名川、武庫川の3河川に加え、一庫ダムを水源とする兵庫県水道用水供給事業（兵庫県営水道）からも受水している[25]。
- 市外局番は全域が072（池田MA）となる。兵庫県下で市外局番072はほかには隣接している川西市、川辺郡猪名川町の全域と宝塚市の一部[注釈 10]も採用している。また、兵庫県下で市外局番に079または079Xを採用していないのは前述の川西市と川辺郡猪名川町の他に同じく隣接している尼崎市（全域が06（大阪MA））と明石市（全域が078（神戸MA））の5市町のみである。

### 住宅団地
- 都市再生機構アルビス伊丹千僧（伊丹団地を建て替えた住宅団地）
- 都市再生機構アルビス寺本（寺本団地を建て替えた住宅団地）
- 県営伊丹西野住宅
- 県営伊丹鶴田住宅
- 県営伊丹荒牧住宅
- 県営伊丹鈴原住宅
- 県営伊丹野間住宅
- マイシティ伊丹
- マイシティ武庫川
- ろうきん昆陽コーポ
- チボリ桜台ハイツ

かつて存在した住宅団地
- 住宅・都市整備公団伊丹団地（建て替えで「アルビス伊丹千僧」となった）
- 住宅・都市整備公団寺本団地（建て替えで「アルビス伊丹寺本」となった）
- 県営伊丹中野住宅（2018年頃閉鎖、跡地にスーパーマーケットマルアイなどが出店）

### 地域安全
犯罪の抑止、事件・事故の早期解決等を目的として、H27.9に伊丹市安全安心まちづくりのためのカメラ設置に関する条例を施行し、市内全域の道路や公園に「安全・安心見守りカメラ」を1200台整備。カメラと共にビーコン受信器を整備し、子どもや徘徊する認知症高齢者等の位置情報を保護者に知らせる「安全・安心見守りネットワーク事業」を展開している。　この取り組みは、2022年2月アメリカ・ニューヨークタイムス・ビジネスに取り上げられた。

## 交通
市内は市バスで結ばれる。市域は伊丹台地を擁するものの、特に大きな山はなく、起伏がなだらかで市内を端から端まで自転車で走ることも容易であるため、自転車の利用が大変に多い。市域東側に広がる大阪平野には大阪国際空港もある。鉄道にも囲まれており、近距離・遠距離の移動ともに交通の便は大変良い。

### 空港
大阪国際空港は伊丹市のほか、隣接する大阪府池田市、同豊中市の3市にまたがっているが、滑走路の大半を伊丹市が占めているため一般に伊丹空港と呼ばれている（IATA空港コード：ITM ICAOコード:RJOO）。このため空港内の出張所には大阪府警と兵庫県警とが詰めており、警備のための機動隊員の派遣も交代で行われている。なお、大阪モノレール本線の大阪空港駅は豊中市に所在する。
1994年の関西国際空港の供用開始に伴い、国際線および比較的遠距離の国内線が同空港に移るなどして、大阪国際空港の相対的な地位は一時的に下がったが、数年後に国内線の多くが伊丹空港に戻るなどして、かつての賑わいを取り戻したほか、大阪市の主要部から10km圏内であるという地の利の良さが見直されつつある。伊丹空港のほか関西・神戸とあわせてマルチエアポートの関西三空港として、一体的な空域として扱われている。橋下徹（当初は大阪府知事、元大阪市長）をはじめとする日本維新の会などは、航空路線の関西国際空港への統合を掲げて、大阪国際空港の廃港論をたびたび打ち上げるなど、議論の的となっている。（2013年には市長選挙の争点の一つにもなった。）

### 鉄道
中心となる駅：伊丹駅 (JR西日本)
市の代表駅として中心的な立場にあるのは、長らく伊丹駅 (阪急)であったが、JR東西線開業に伴う福知山線（JR宝塚線）内の大幅増発と大型ショッピングセンターの進出に伴い、現在は伊丹駅 (JR西日本)がこれに代わっている。
駅はないが、山陽新幹線が市南部を通過している。
西日本旅客鉄道（JR西日本）
- 福知山線（JR宝塚線）：（川西市） - 北伊丹駅 - 伊丹駅 - （尼崎市）

阪急電鉄
- 伊丹線：伊丹駅 - 新伊丹駅 - 稲野駅- （尼崎市）

#### 空港連絡鉄道構想
現在、大阪国際空港には大阪モノレールが乗り入れているが、JRの路線は乗り入れていない。そこで大阪国際空港に近いJR伊丹駅から大阪国際空港までの空港アクセス路線を建設する「JR福知山線分岐線構想」がある。1990年代に入ってから計画され、実現に向けて取り組まれているが、膨大な費用がかかるため実現の可能性は低くなっている。
また、2007年に大阪国際空港とJR伊丹駅や阪急伊丹駅、伊丹市街地にアクセスできる大阪国際空港広域レールアクセス構想の検討が始められ、上記「JR福知山線分岐構想」の半分以下の費用で実現できるとされることなどから、現在では最も実現可能性が高い構想となっている。
また、上記に加えて、阪急電鉄が、2017年9月の会見で、阪急大阪空港線の計画を発表。この場合、乗り入れ開始場所は、阪急電鉄宝塚本線曽根駅からと言われている。

### 路線バス

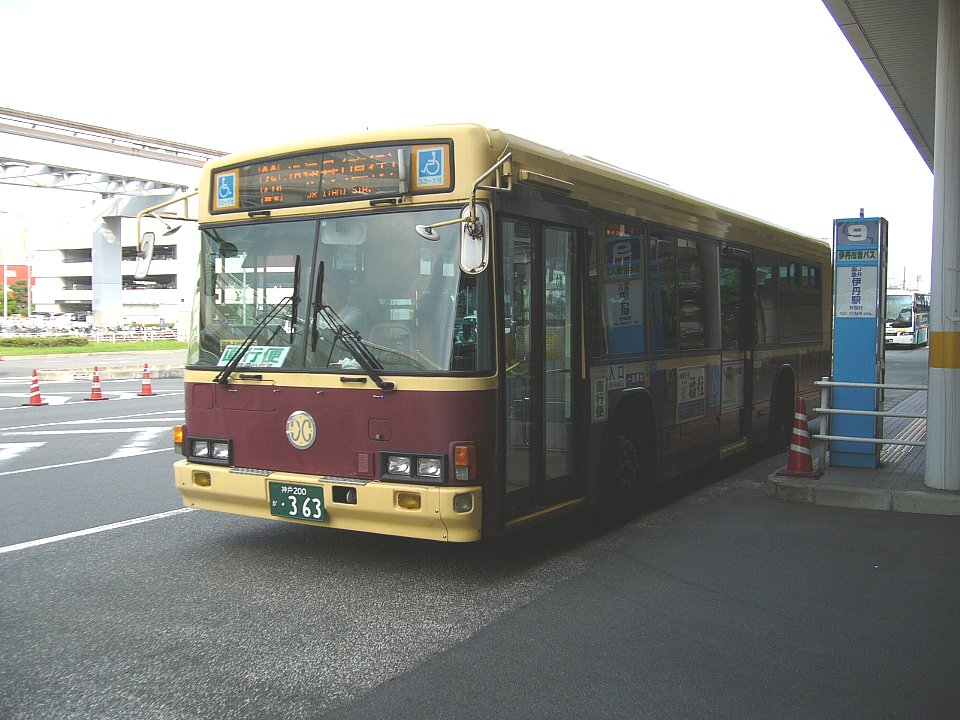
大阪国際空港で発車を待つ伊丹市営バス（復刻塗装車）

- 伊丹市営バス

市内全域。大阪国際空港（大阪モノレール大阪空港駅）へ連絡するほか、阪急塚口駅、JR猪名寺駅、JR中山寺駅など市外の駅に発着する便もある。
- 阪急バス

伊丹営業所
川西、尼崎、豊中など周辺都市への連絡路線。

- 阪神バス

尼崎宝塚線が伊丹市西部を経由する。2016年3月19日まで尼崎市営バスであった路線も、尼崎市内線として野間地区や近畿中央病院付近を通過する。

### 道路
- 高速道路

- 中国自動車道

市内にインターチェンジ (IC) はない。なお、最寄のインターチェンジは宝塚IC・中国池田IC（岡山方面）または中国豊中IC（吹田方面）である。
- 名神高速道路

市内は通過していない。なお、最寄りの IC は尼崎IC・豊中ICである。
- 阪神高速11号池田線

市内にランプ（出入口）はない。なお、最寄りのランプは大阪空港出入口・豊中北出入口・豊中南出入口である。
- 一般国道
  - 国道171号
  - 国道176号（バイパス）

- 主要県道
  - 兵庫県道13号尼崎池田線
    - 通称「産業道路」（尼崎 - 川西）

  - 兵庫県道42号尼崎宝塚線
    - 通称「尼宝線」（尼崎 - 宝塚）

  - 大阪府道・兵庫県道41号大阪伊丹線
  - 兵庫県道55号伊丹停車場線
  - 兵庫県道・大阪府道99号伊丹豊中線
    - 通称「飛行場線」

- 一般県道
  - 兵庫県道142号米谷昆陽尼崎線
    - 通称「五合橋線」（稲野6交差点以南）

  - 兵庫県道189号阪急伊丹停車場線
  - 兵庫県道332号山本伊丹線
    - 通称「五合橋線」（大鹿交差点 - 稲野6交差点）

  - 兵庫県道334号寺本伊丹線
    - 通称「飛行場線」

## 名所・旧跡・観光スポット・施設・催事・スポーツ

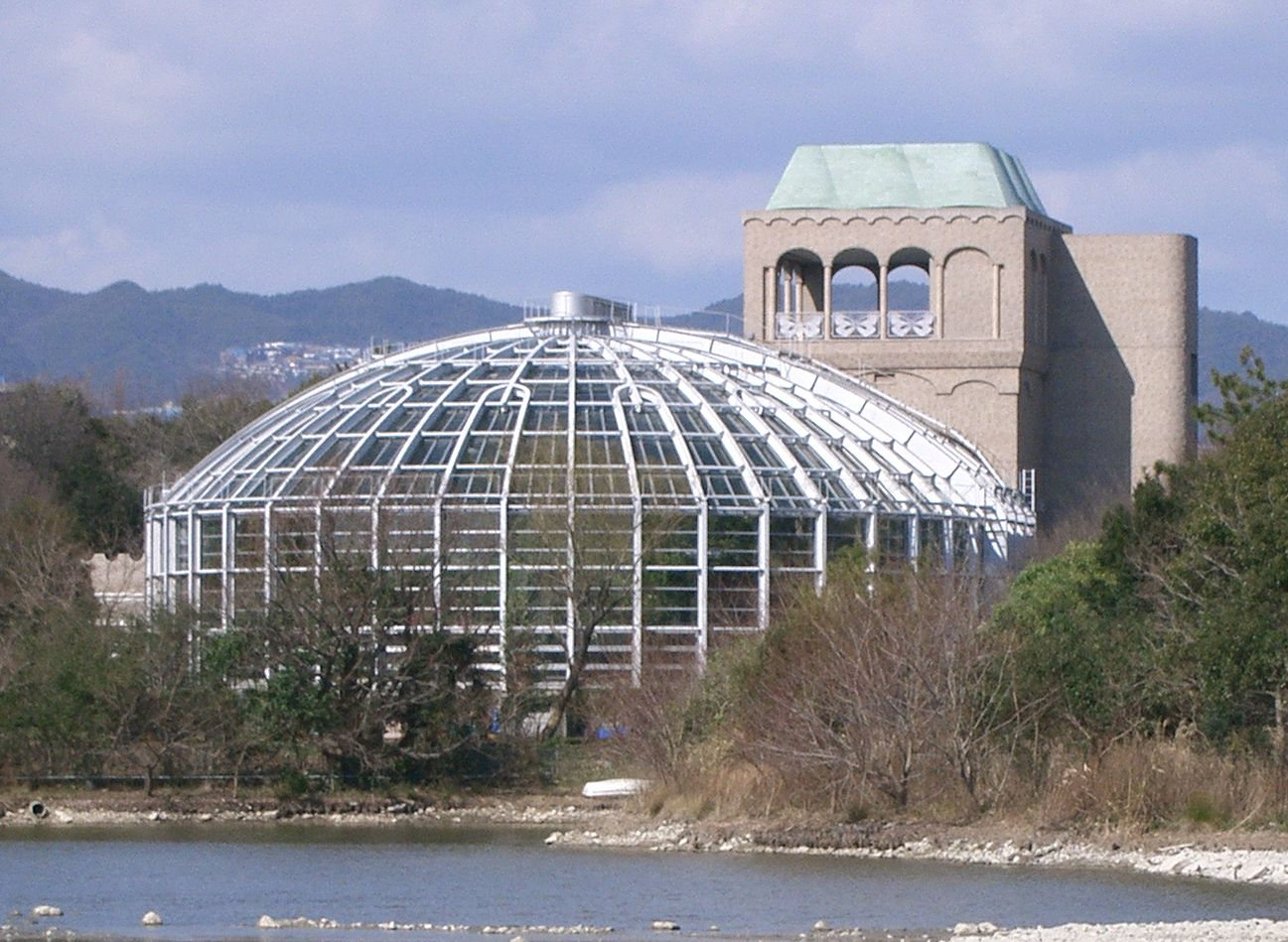
昆陽池と伊丹市昆虫館

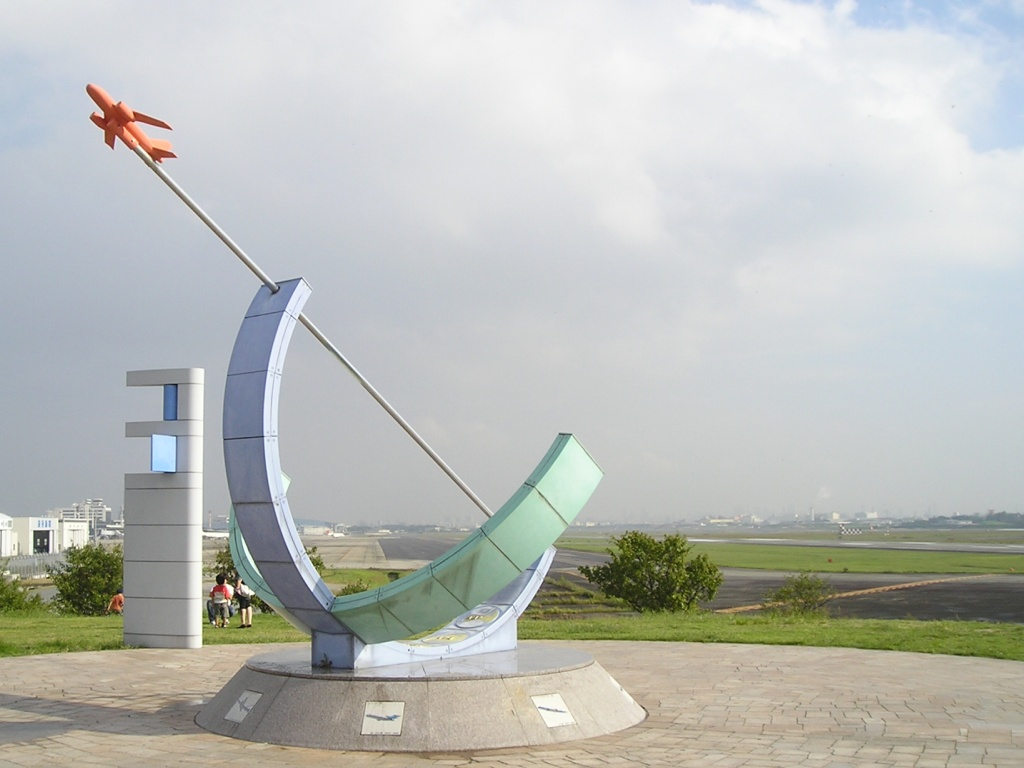
エアフロントオアシス下河原

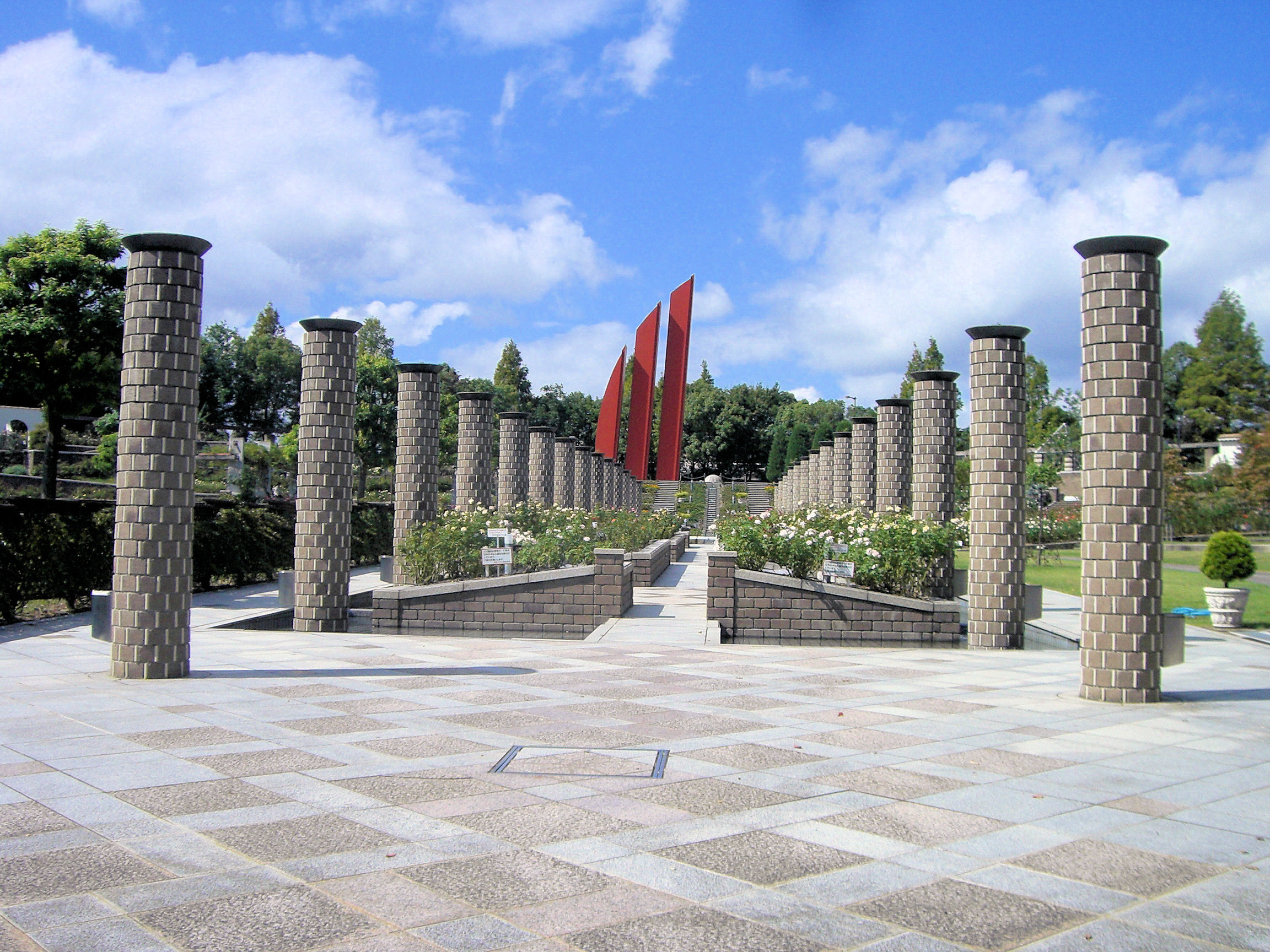
荒牧バラ公園

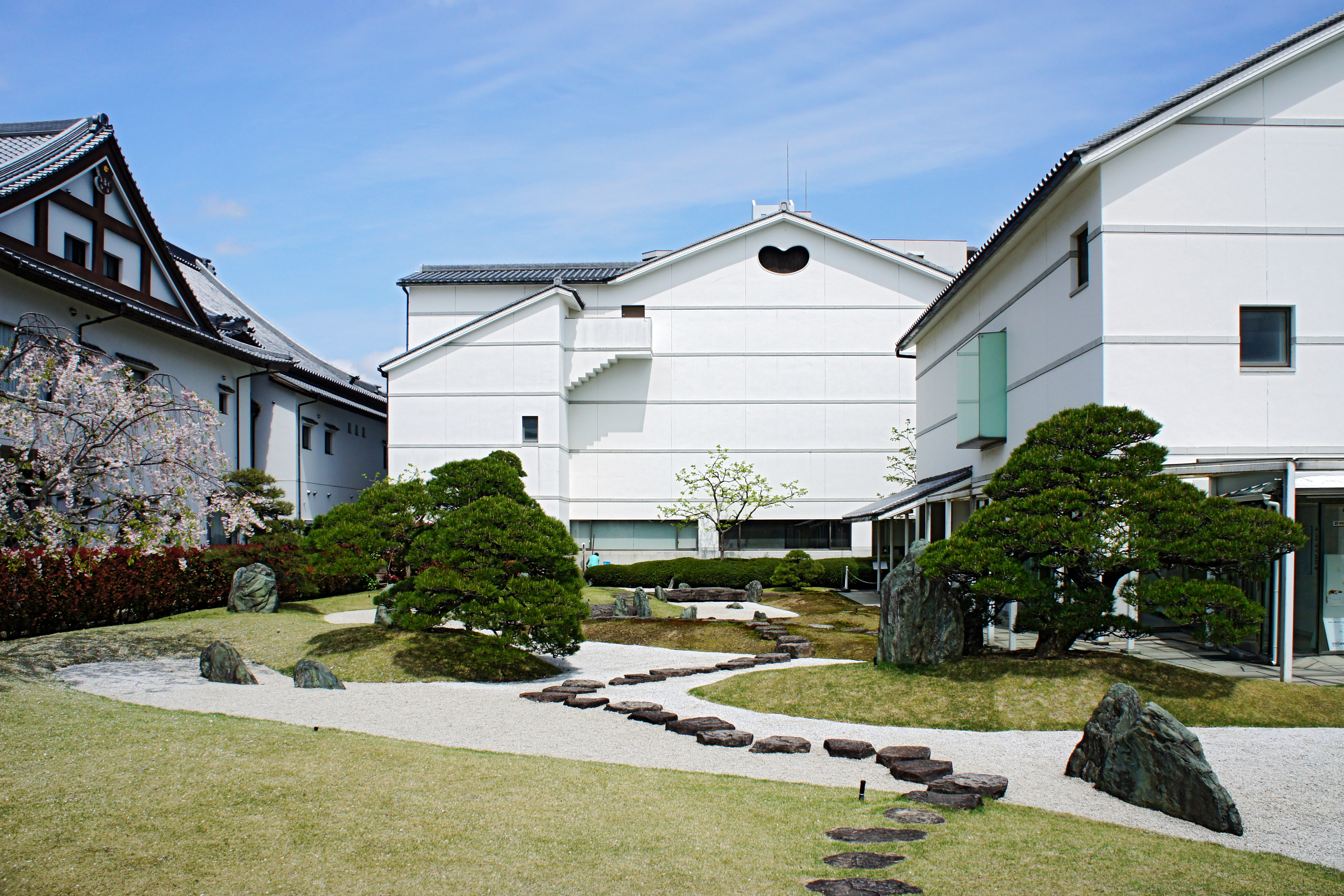
みやのまえ文化の郷

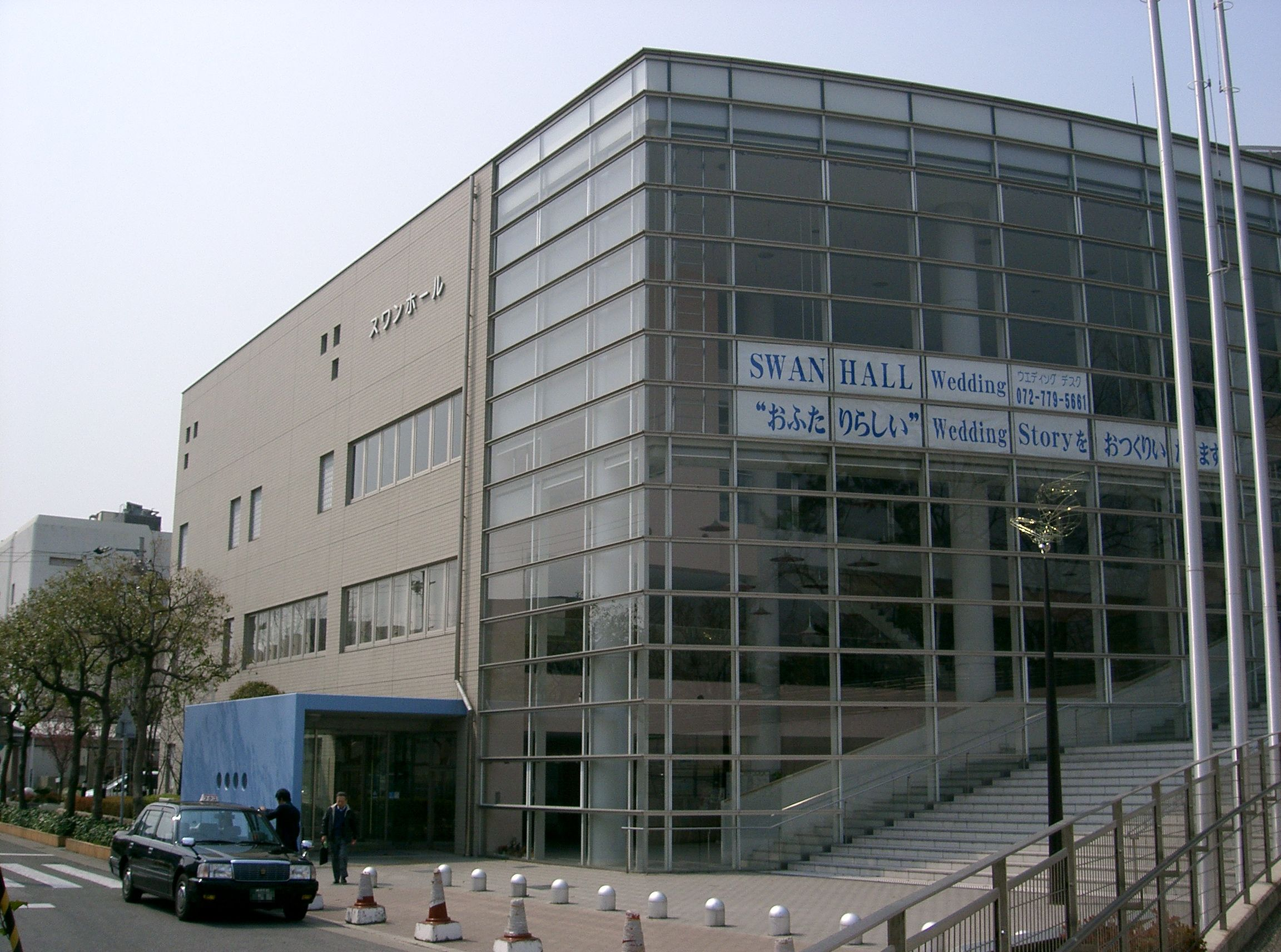
スワンホール

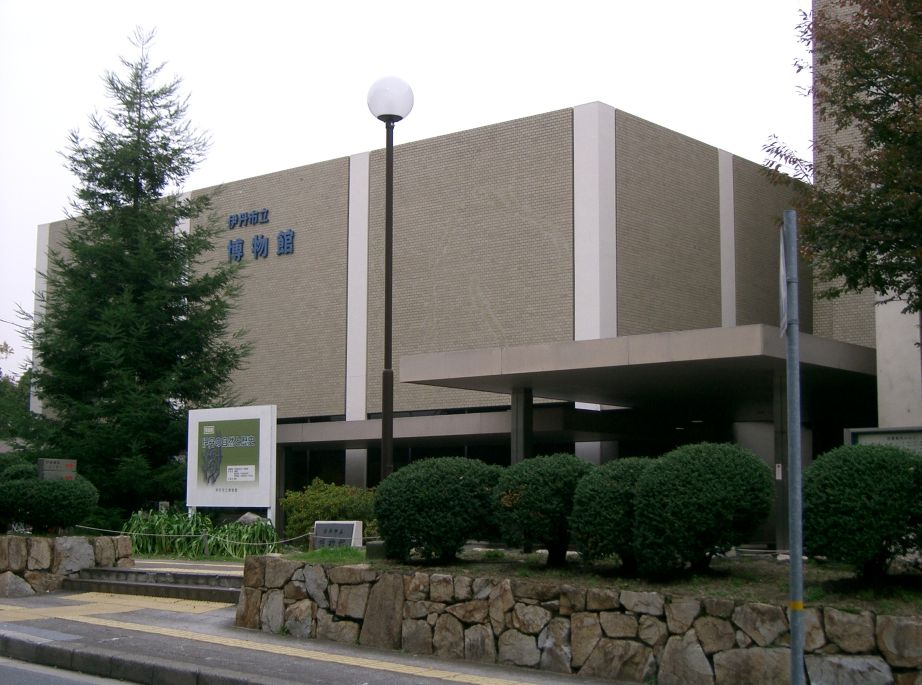
伊丹市立博物館

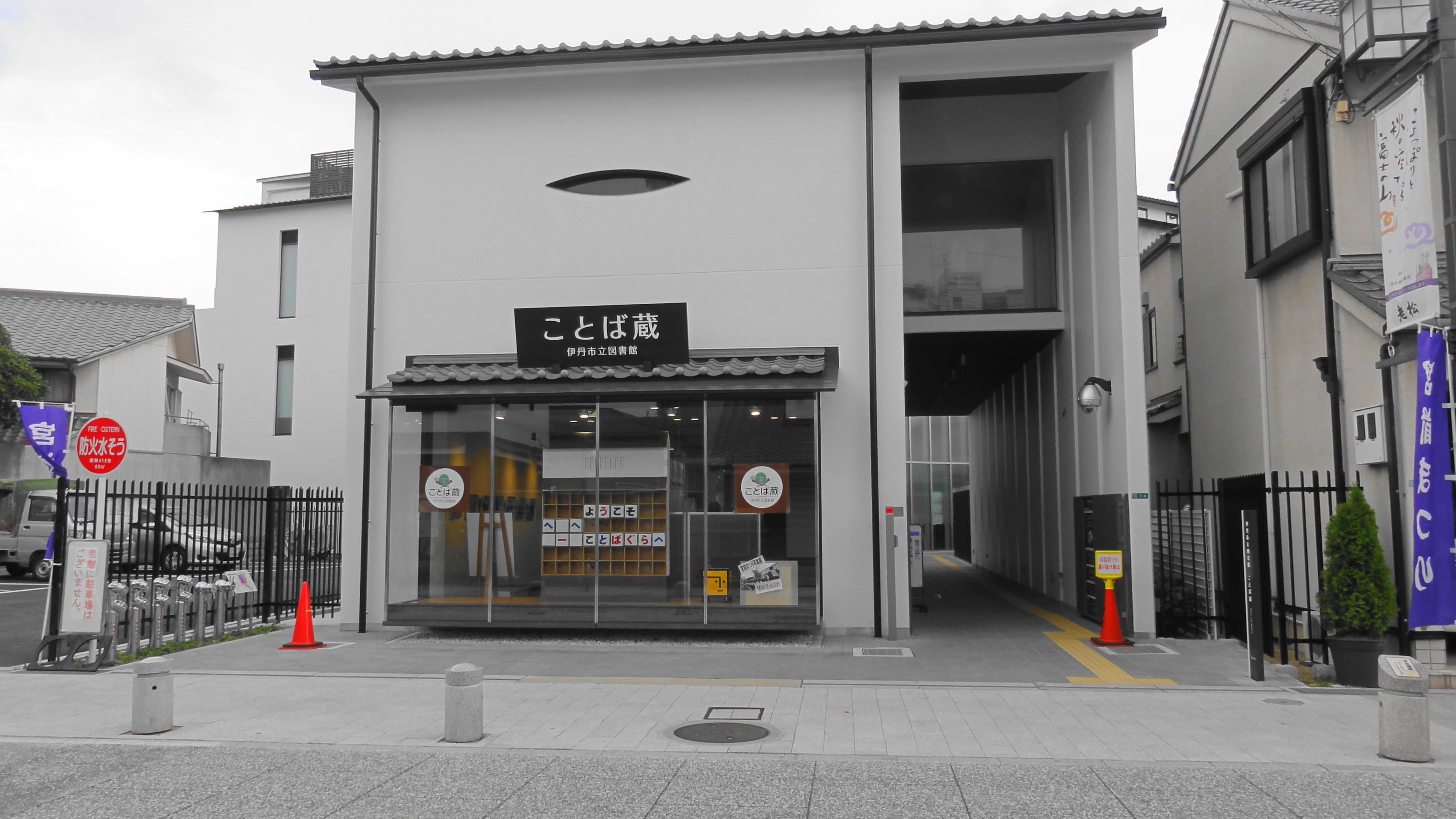
伊丹市立図書館 ことば蔵

### 名所・観光
- 鴻池稲荷 - 鴻池善右衛門による清酒「鴻池流」発祥の地、鴻池財閥の原点。
- 猪名野神社
- 鴻池神社
- 昆陽寺（昆陽施院）
- 荒村寺 - 荒木村重ゆかりの禅寺。
- 金剛院
- 發音寺
- 伊丹廃寺跡
- 伊丹城址（有岡城址） - 国史跡。惣構えの城郭跡地は公園・ショッピングセンター・マンションとなっている。城壁跡らしき石垣が猪名野神社北側、伊丹小学校東側に存在。
- 師直塚 - 室町幕府創業の功臣である高師直の塚[29]。池尻1丁目に所在[29]。遅くとも江戸時代の文化3年（1806年）にはこの地域の山田村という場所に師直塚が存在したが、2020年時点で現存する石碑は大正4年（1915年）に村の人々が建立したものがその後転々と移設され、最終的に当地に移されたもの[29]。
- 昆陽池公園 - 昆陽池は行基の指導により造成された。ため池百選。
  - 伊丹市昆虫館
- 大阪国際空港 - 単なる交通機関であるだけではなく、レジャー施設的な周辺地域の住民の憩いの場としての役割も担うようになっている[30]。空港本体以外にも、空港の運航などを見学できる公共施設（下記）も充実している。
  - 伊丹スカイパーク
  - エアフロントオアシス下河原
  - スカイランドHARADA
- 荒牧バラ公園 - 250種類・1万本の薔薇を見渡せる公園。以前は、同公園に向かう市バスの行先表示に薔薇の絵が表示されていた。
- 西猪名公園 - 運動施設と幼児向けの水遊び施設ウォーターランド。
- みやのまえ文化の郷
  - 伊丹市立伊丹郷町館、酒蔵のある町並
    - 旧岡田家住宅（国の重要文化財）
    - 旧石橋家住宅
    - 新町屋

  - 柿衞文庫 - 日本3大俳諧文庫の一つ。
  - 市立伊丹ミュージアム（旧・伊丹市立美術館、旧・伊丹市立工芸センター）
- 御願塚古墳
- 口酒井遺跡 - 縄文時代後期・晩期の遺跡。
- 旧西国街道 - 辻の碑、伝和泉式部の墓などがある。
- 昆陽井「こやゆ」と読む。武庫川から取水し、伊丹市西部の田畑を灌漑する用水路。

### 施設
- 伊丹市立こども文化科学館 - プラネタリウム館を中心とした施設。
- 東リ いたみホール
- 伊丹アイフォニックホール
- アイホール
- スワンホール（昆陽池公園に隣接）
- 伊丹市立北部学習センター
- 緑ケ丘公園
  - 鴻臚館
- ブルワリーミュージアム
- 東リ インテリア歴史館 - 登録有形文化財
- 伊丹市立博物館
- 伊丹市立図書館 ことば蔵

### 催事
- 伊丹マダン - 外国人市民と日本人市民が多文化共生のまちづくりを目指して開催する市民交流事業。
- 伊丹まちなかバル - 伊丹市中心市街地エリアの飲食店とまちの活性化を目指した食べ歩き・飲み歩きのイベント。
- 伊丹オトラクな一日 - 伊丹まちなかバルと同日開催される、多ジャンルのミュージシャンの演奏を街中で楽しむイベント。
- 鳴く虫と郷町 - 伊丹市中心市街地エリアで、毎年9月に開催される『虫聞き』のイベント。

### スポーツチーム
- 小西酒造硬式野球部 - 小西酒造が保有していた社会人野球の企業チーム。1999年に解散。
- トータル阪神 - 社会人野球のクラブチーム。2014年に解散。2009年に全日本クラブ野球選手権大会を制している。

## 歌枕（いなの）
しながとり　ゐなのをくれば　ありま山　ゆふぎりたちぬ　やどりはなくて
- 志長鳥、猪名野を来れば有間山 夕霧立ちぬ宿はなくして
読み人知らず　万葉集巻七
「猪名野笹原」は伊丹市にある昆陽池（コヤいけ）あたり。西の方に有馬山（六甲山）が広がる。
- 有馬山　猪名の笹原　風吹けば　いでそよ人を　忘れやはする
大弐三位（紫式部と藤原宣孝の娘・藤原賢子。「狭衣物語」の著者にも擬せられる）
後拾遺集恋三
大阪国際空港と共生する都市宣言にも引用されている[3][4]。

## 当市に関連する主な人物
※印は伊丹大使に任命されている。

### 出身者
- 有村架純（女優）※
- 有村藍里（グラビアアイドル）
- 日置有紀（車イスモデル、女優）
- 田中将大（プロ野球選手、読売ジャイアンツ）※
- 坂本勇人（プロ野球選手、読売ジャイアンツ）※
- ゆいP（お笑い芸人、おかずクラブ）
- ガリガリガリクソン（お笑い芸人）
- 隅田美保（元お笑い芸人（アジアン））
- 南野陽子（女優、歌手）※
- 上村愛子（モーグルスキーヤー）※
- 米本拓司（プロサッカー選手、兵庫県立伊丹高等学校出身）
- 石田靖（お笑い芸人）※
- 青野楓（女優）
- 森岡毅 (マーケター、実業家)
- 赤岡功（経営学者、京都大学名誉教授）
- 天木じゅん（グラビアアイドル）
- 彩木咲良（アイドル、たこやきレインボーメンバー）
- 荒井祭里（飛込競技選手）
- 荒木村重（戦国武将、岩佐又兵衛の父）
- 石末龍治（元サッカー選手）
- 石田みなみ（アイドル、STU48メンバー）
- 岩佐又兵衛（江戸時代の絵師、荒木村重の息子）
- 上島鬼貫（俳諧師。伊丹の酒造家・上島家の出身）
- 上田彰（声優、ナレーター）
- 大山次郎右衛門（元禄期の大相撲力士）
- 大山英雄（お笑い芸人）
- 岡田節人（JT生命誌研究館名誉顧問、京都大学名誉教授、理学博士、生物学者、文化功労者、名誉市民）
- 岡田利兵衞（国文学者、柿衞文庫設立者、名誉市民）
- 奥井亜紀（シンガーソングライター）
- 奥井雅美（歌手）
- 尾崎匡哉（元プロ野球選手、北海道日本ハムファイターズ）※…引退後に返上
- 小野寺天汰（空手家）
- 金築卓也（ミュージシャン）
- 亀島愛永（福井放送アナウンサー）
- 川崎ゆきお（漫画家、エッセイスト）
- 北川博敏（元プロ野球選手、阪神タイガースコーチ）：小学校卒業まで住んでいた※
- 木山隆之（ファジアーノ岡山監督、元プロサッカー選手）
- 喜連航平（ラグビー選手）
- 金明輝（アビスパ福岡監督、元プロサッカー選手）
- 沓掛秀樹（元プロサッカー選手、ヤンマーディーゼルサッカー部、セレッソ大阪）：兵庫県立伊丹北高等学校出身
- 剛堅大二朗（元大相撲力士）
- 酒井千佳（アナウンサー、気象予報士）
- 坂上俊次（中国放送アナウンサー）
- 坂口翔颯（プロ野球選手、横浜DeNAベイスターズ）
- 桜井周（衆議院議員）
- 佐々木周平（ラグビー選手）
- 篠原英樹（警察官僚）
- 柴田凌（スペイン語通訳者）
- 笑福亭瓶太（落語家）
- 杉本美香（柔道家）※
- 鈴衛佑規（元プロ野球選手広島東洋カープ、現阪神タイガースブルペン捕手）
- 高見進（法学者）
- タケウチパンダ（お笑い芸人）
- 田中総司（元プロ野球選手、福岡ダイエーホークス）
- 太野彩香（アイドル、NGT48メンバー）
- 津田理帆（朝日放送テレビアナウンサー）
- 寺原大智（アマチュア落語家、池田屋大吉）
- 中島宏之（元プロ野球選手、中日ドラゴンズ）※
- 長瀬弘樹（作詞家、作曲家）
- 長見賢司（元プロ野球選手、横浜ベイスターズ）
- 半井小絵（気象予報士）※
- 井上夕雅（プロボクサー）
- 堀池空希（プロボクサー）
- 村地翼（プロボクサー）
- 橋本直（お笑いコンビ・銀シャリ）※
- 花村想太（歌手、ダンサー、Da-iCE）※
- 花瀬あさみ（声優）
- 馬場功淳 (コロプラ創業者、日本の富豪ランキング18位)
- 原田衛（ラグビー選手）
- 藤本有紀（脚本家）
- 堀口夏実（バレーボール選手）
- BORO（歌手）※
- 前田高志（グラフィックデザイナー）
- 松浦景子（吉本新喜劇）
- 都啓一（キーボーディスト、作曲家、音楽プロデューサー）
- 森一紘（元プロサッカー選手）
- 山岡洋之（元プロ野球選手、阪神タイガース）
- 山崎勝己（元プロ野球選手、オリックス・バファローズコーチ）※
- Rei（シンガーソングライター）
- 徳永英明（シンガーソングライター、伊丹市立南中学校出身）

### ゆかりの人物
- 梶井基次郎（小説家）
- 本上まなみ（女優）
- 白洲次郎（官僚、実業家）：一時期春日丘に在住
- 伊丹央（作家）：在住
- 宇多喜代子（俳人）※
- 風見梢太郎（作家）：中学から大学在学時まで住んでいた。長編小説『浜風受くる日々に』には伊丹の風物が多出する。
- 桂枝雀（落語家）
- 高師直（武将・官僚・政治家）：室町幕府創業の功臣で、初代将軍足利尊氏最大の腹心。観応の擾乱に敗北後、当地で暗殺された。
- 島野育夫（元プロ野球選手）
- 田辺聖子（作家）：在住、名誉市民※
- 坪内稔典（俳人）※
- 道上洋三（ラジオパーソナリティ、朝日放送テレビ常勤顧問）在住※
- 富好真（漫才師、元ちゃらんぽらん）：在住
- 中井久夫（精神科医、精神病理学者）
- 宮本輝（作家）：在住※